# Olympische Sommerspiele 2008/Wasserspringen – Kunstspringen Synchron (Männer)
Das Synchronspringen vom 3-m-Brett der Männer bei den Olympischen Spielen 2008 in Peking wurde am 13. August 2008 im Nationalen Schwimmzentrum ausgetragen. 16 Athleten (acht Paare) nahmen daran teil. Der Wettbewerb wurde in einem Durchgang mit jeweils sechs Sprüngen durchgeführt.

## Titelträger
| Olympiasieger | Griechenland Nikolaos Siranidis / Thomas Bimis | 353,34 Punkte | Athen 2004     |
| Weltmeister   | Volksrepublik China Qin Kai / Wang Feng        | 458,76 Punkte | Melbourne 2007 |
| Europameister | Russland Juri Kunakow / Dmitri Sautin          | 440,76 Punkte | Eindhoven 2008 |

## Finale
13. August 2016, 14:30 Uhr (UTC+8)
| Rang | Team                                  | Nation             | Sprünge | Sprünge | Sprünge | Sprünge | Sprünge | Sprünge | Punkte |
| Rang | Team                                  | Nation             | 1       | 2       | 3       | 4       | 5       | 6       | Punkte |
| ---- | ------------------------------------- | ------------------ | ------- | ------- | ------- | ------- | ------- | ------- | ------ |
| 1    | Wang Feng / Qin Kai                   | China              | 57,60   | 55,80   | 83,70   | 89,76   | 87,72   | 94,50   | 469,08 |
| 2    | Dmitri Sautin / Juri Kunakow          | Russland           | 54,60   | 52,20   | 80,10   | 79,56   | 67,32   | 88,20   | 421,98 |
| 3    | Illja Kwascha / Oleksij Pryhorow      | Ukraine            | 51,00   | 43,20   | 79,56   | 78,54   | 84,00   | 78,75   | 415,05 |
| 4    | Christopher Colwill / Jevon Tarantino | Vereinigte Staaten | 51,00   | 50,40   | 76,26   | 72,42   | 85,05   | 75,60   | 410,73 |
| 5    | Alexandre Despatie / Arturo Miranda   | Kanada             | 53,40   | 49,80   | 77,40   | 71,61   | 77,52   | 79,56   | 409,29 |
| 6    | Pavlo Rozenberg / Sascha Klein        | Deutschland        | 50,40   | 52,20   | 73,44   | 76,65   | 76,65   | 73,50   | 402,84 |
| 7    | Nick Robinson-Baker / Ben Swain       | Großbritannien     | 51,00   | 49,20   | 76,26   | 67,50   | 81,90   | 76,50   | 402,36 |
| 8    | Scott Robertson / Robert Newbery      | Australien         | 50,40   | 51,60   | 56,73   | 82,62   | 77,70   | 74,55   | 393,80 |